# Parafia św. Apostołów Piotra i Pawła w Wysokiem Mazowieckiem
Parafia rzymskokatolicka pw. Świętych Apostołów Piotra i Pawła w Wysokiem Mazowieckiem - parafia należąca do dekanatu Wysokie Mazowieckie, diecezji łomżyńskiej, metropolii białostockiej.

## Zasięg parafii
Do parafii należą wierni z następujących miejscowości: Wysokie Mazowieckie (część), Brzóski Brzezińskie, Brzóski-Falki, Brzóski-Markowizna, Brzóski Stare, Brzóski-Tatary, Mystki-Rzym, Plewki, Szepietowo-Janówka ( część), Średnica-Jakubowięta i Włosty-Olszanka.

## Historia parafii
Powstała 24 grudnia 1995 w wyniku podziału parafii św. Jana Chrzciciela w Wysokiem Mazowieckiem.

## Kościół parafialny
Budowę obecnego kościoła murowanego pw. Świętych Apostołów Piotra i Pawła rozpoczęto w 1997 r. staraniem ówczesnego proboszcza, ks. Piotra Bondziula. Świątynia mieści się przy ulicy Wspólnej 1 A. 

## Uroczystości odpustowe
Główny odpust parafialny przypada w uroczystość św. Piotra i Pawła (29 czerwca).